# Ácido carvacrótico
Se denomina en química ácido carvacrótico a un cuerpo que se obtuvo haciendo pasar una corriente de anhídrido carbónico a través de una disolución de sodio en el carvacrol, cristalizando por disolución en el alcohol en agujas fusibles a 134 °C, disolviéndose con dificultad en agua fría y sus disoluciones dan con el cloruro férrico una coloración que puede variar entre el azul y el violado.

## Paterno y Spica
El químico italiano Emanuele Paternò y P. Spica sometieron el carvacrol obtenido con el alcanfor al tratamiento con sodio y anhídrido carbónico, logrando un ácido y pequeñás cantidades de otros ácidos fusibles a 100º:
- Alguna obra de Paternò:
  - Conferenze e discorsi scientifici, Roma: P. Cremonese, 1928, 1 vol.
  - Sulle densità delle soluzioni di trimetilearbinolo e fenolo, Roma, 1908.
  - Junto a Adolf Lieben Über trockne Distillation des ameisensauren Kalkes, en Mémoires et notes de Adolf Lieben, tomo décimo, 1906.
- Alguna obra de Spica:
  - Sopra un caso d'avvelenamento per ácido fenico:..., Venecia, 1894.

## Haller
El químico, físico y farmacéutico de Francia Albin Haller operando con carvacrol de otras procedencias logró obtener dos ácidos: uno fusible a 120° y otro a 135°; alguna obra de Haller:
- Contribution à l'étude du camphre..., Nancy, 1879.
- Les actualités de chimie contemporaine, París, G. Doin, 1922-25.
- Les industries chimiques et pharmaceutiques, París, 1903, 2 vols.

## Permanganato potásico
La oxidación del aldehído (por la acción del aire sobre este se forma ácido para-carvacrótico) y formación del ácido correspondiente puede verificarse más lentamente por medio de una disolución saturada y fría de permanganato potásico.

## Nordmann
Según experimentó Nordmann, si al obtener el aldehído cravacrótico se emplea 50 gramos de carvacrol, 40 de sosa cáustica, 3 litros de agua y 120 gramos de cloroformo se obtiene como residuo de la destilación un producto que después de cristalizado en alcohol se presenta en láminas blancas con lustre sedoso, fusibles a 96°, y según su opinión, por su composición parecía ser un polímero y disolviéndose en alcohol, éter, bencina y cloroformo, y el ácido sulfúrico diluido le disuelve, dando lugar a un líquido amarillo verdoso, no dando coloración por el cloruro férrico, y no combinados cristaliza con las disoluciones, aun concentradas, del bisulfato sódico.